# Сент-Мари-дю-Мон
Сент-Мари-дю-Мон (фр. Sainte-Marie-du-Mont) — коммуна во Франции, находится в регионе Рона — Альпы. Департамент коммуны — Изер. Входит в состав кантона От-Грезиводан. Округ коммуны — Гренобль.
Код INSEE коммуны — 38418. Население коммуны на 2012 год составляло 239 человек. Населённый пункт находится на высоте от 522  до 1 880  метров над уровнем моря. Муниципалитет расположен на расстоянии около 470 км юго-восточнее Парижа, 95 км юго-восточнее Лиона, 30 км северо-восточнее Гренобля. Мэр коммуны — Робер Моне, мандат действует на протяжении 2014—2020 гг.
Динамика населения (INSEE):